# أمير حيدر خان هوتي
أمير حيدر خان هوتي (بالأردوية: امیر حیدر خان ہوتی)‏ (5 فبراير 1971 - ) هو سياسي باكستاني، وعضو في المجلس الوطني الباكستاني منذ أغسطس 2018، كان سابقًا عضوًا في الجمعية الوطنية من يونيو 2013 إلى مايو 2018 وعضوًا في مجلس مقاطعة خيبر باختونخوا من 2008 إلى 2013. شغل منصب رئيس وزراء خيبر باختونخوا من مارس 2008 إلى مارس 2013.

## نشأته
وُلد هوتي في 5 فبراير 1971، لوزير خيبر بختونخوا السابق أعظم خان هوتي. وهو ابن أخي أسفنديار والي خان. لديه ابنان وابنة واحدة.

## حياته السياسية
بدأ هوتي حياته السياسية في عام 1990.
ترشح لمقعد مجلس مقاطعة خيبر باختونخوا عن دائرة ماردان الانتخابية عام 2002 في باكستان، لكنه لم ينجح.
تم انتخابه لأول مرة في جمعية مقاطعة خيبر باختونخوا عن دائرة بي كي-23 (ماردان) في الانتخابات العامة الباكستانية عام 2008، وبعد الانتخابات تم انتخابه رئيسا لوزير خيبر باختونخوا في مارس 2008، وظل في المنصب حتى مارس 2013. وهو يعتبر أصغر وأطول مدة خدمة رئيس وزراء منتخب في خيبر باختونخوا.
انتخب عضوا في الجمعية الوطنية الباكستانية عن دائرة إن إيه-21 (ماردان-Il) في الانتخابات العامة الباكستانية عام 2013.
في عام 2014 تم انتخابه رئيسًا لحزب عوامي الوطني.
تم إعادة انتخابه لعضوية الجمعية الوطنية كمرشح لحزب عوامي الوطني من الدائرة الانتخابية إيه-21 (ماردان-Il) في الانتخابات العامة الباكستانية عام 2018.